# Giancarlo Bregantini
Giancarlo Maria Bregantini CSS (ur. 28 września 1948 w Denno we Włoszech) – włoski duchowny rzymskokatolicki, teolog i pisarz, w latach 2008–2023 arcybiskup Campobasso-Boiano.

## Życiorys
Po ukończeniu szkół podstawowej i średniej prowadzonej przez ojców stygmatystów w Weronie studiował historię Kościoła na Papieskim Uniwersytecie Gregoriańskim w Rzymie. Zdobył licencjat.
Profesję wieczystą w zgromadzeniu ojców stygmatystów złożył 13 czerwca 1974, a święcenia prezbiteratu otrzymał 1 lipca 1978 w katedrze w Crotone. W latach 1978–1987 był wykładowcą w seminarium w Catanzaro oraz delegatem tejże diecezji ds. duszpasterstwa ludzi pracy. W latach 1982–1985 był radnym prowincjalnym, zaś w latach 1987–1994 był wychowawcą zakonnych kleryków.
Nominowany biskupem Locri-Gerace 12 lutego 1994, konsekrowany 7 kwietnia 1994. Uroczyste objęcie urzędu miało miejsce 7 maja 1994. Papież Benedykt XVI wybrał go na arcybiskupa Campobasso-Boiano 8 listopada 2007. Objęcie stolicy arcybiskupiej miało miejsce 20 stycznia 2008. Arcybiskup Bregantini jest znanym we Włoszech przeciwnikiem grup mafijnych.
7 grudnia 2023 papież Franciszek przyjął jego rezygnację z urzędu.